# Палашковский, Сергей Егорович
Серге́й Его́рович Палашко́вский (1843—1910) — бакинский промышленник, инженер путей сообщения, купец 1-й гильдии.

## Биография
Сын уездного бакинского начальника Егора Трофимовича Палашковского.
Происходил из дворян Черниговской губернии. Учился в Институте корпуса инженеров путей сообщения. В 1867 году привлекался Высшей учредительной следственной комиссией за сношения с государственными преступниками и эмигрантами и был подвергнут полицейскому надзору. В 1869 году служил на Курско-Азовской железной дороге, в 1870 году — в конторе Полякова в Москве. В 1875 году был освобождён от полицейского надзора. 
Занимался предпринимательством, организовав вместе с партнером, племянником министра финансов и тифлисским купцом 1-й гильдии А. А. Бунге «Батумское нефтепромышленное и торговое общество Бунге и Палашковский». В 1878 году после присоединения Батума к России они получили концессию на строительство железной дороги Батум—Баку, по которой предполагалось осуществлять перевозку нефти к Чёрному морю. Им удалось привлечь к строительству парижскую ветвь семьи Ротшильдов, которые вложили в железную дорогу 10 млн долларов. После открытия железной дороги на основе «Общества Бунге и Палашковский» 16 мая 1883 года в Баку была учреждена новая фирма: «Каспийско-Черноморское нефтепромышленное и торговое общество», акции которого вместе с керосиновым, нефтяным и «тарным» заводами перешли в собственность парижского дома А. Ротшильда, начавшему осваивать Бакинские нефтепромыслы и ставшему главным конкурентом компании Нобелей в России. 
В 1903 году С. Е. Палашковский участвовал в строительстве Ейского порта, а с1907 года — Ейской железной дороги.
Согласно адресному справочнику Санкт-Петербурга на 1901 год С. Е. Палашковский был гласным Санкт-петербургской думы и директором общества «Электролит»; проживал в Замятином переулке, д. 4.
Похоронен вместе с женой на кладбище Воскресенского новодевичьего монастыря.

## Семья
Был дважды женат. Первая жена Екатерина Александровна (1856—1900). Ими были усыновлены три брата — Сергей (1879—1957), Георгий (1882—?) и Владимир (?—?) — незаконнорождённые дети дворянки Анны Александровны Хорошкевич. 
После смерти жены С. Е. Палашковский женился вторично. В 1911 году его вторая жена с сыном Всеволодом уехали во Францию. 